# Digitalni razkorak
Izraz digitalni razkorak (pogosto tudi digitalna ločnica) obravnava razkorak med posamezniki, gospodinjstvi, pravnimi subjekti in geografskimi lokalnostmi v odnosu tako do njihovih priložnosti, kot tudi dostopnosti do informacijsko komunikacijskih tehnologij (IKT).

## Izvor pojma
Izraz digitalni razkorak se je sprva nanašal na lastništvo računalnika med določenimi etičnimi skupinami. Pojem je prišel v uporabo sredi leta 1990, ko se je začel pojavljati v več člankih in političnih govorih. Nekdanji predsednik ZDA Bill Clinton in pod predsednik Al Gore sta izraz digitalni razkorak uporabila v govoru v Knoxvillu v zvezni državi Tennessee leta 1996. Larry Irving, nekdanji vodja Nacionalne telekomunikacijske infrastrukture (NTIA) ZDA na Ministrstvu za trgovino, pomočnik sekretarja za trgovino in tehnologije in svetovalec Clintonove administracije ugotavlja, da so bile vrste raziskovanj NTIA  katalizatorji za popularnost, vseprisotnost in re-definiranje izraza. Med predsedovanjem Georga W. Busha so se NTIA poročila  večinoma osredotočala na široko dostopni dostop do interneta z manjšo razpoložljivostjo potrebne strojne opreme in razlike dostopa med razvitim in nerazvitim svetom.

## Trenutna uporaba termina
Obstaja več definicij pojma digitalni razkorak. Bharat Mehra opredeljuje izraz kot problematično vrzel med tistimi, ki uporabljajo računalnik in internet in tistimi, ki tega ne uporabljajo. V zadnjem času nekateri uporabljajo izraz tudi za sklicevanje na vrzeli v širokopasovnem internetnem dostopu. Izraz torej lahko pomeni ne samo neenak dostop do računalniške strojne opreme, temveč tudi razlike med skupinami ljudi v spodobnosti uporabe informacijske tehnologije v celoti.
Glede na vrsto kriterijev za ocenjevanje tehnoloških razlik med skupinami ljudi in narodi ter pomanjkanja podatkov o nekaterih vidikih uporabe, je natančna definicija digitalnega razkoraka kontekstualno lahko sporna. Lisa Servon je leta 2002 trdila da je digitalna vrzel simptom večjega in bolj zapletenega problema – revščine in neenakosti. Mehra (2004) identificira s socialno ekonomskim statusom, višino prihodkov, stopnjo izobrazbe in raso poleg drugih dejavnikov povezanih s tehnološkimi dosežki ter interneta za izboljšanje vsakdanjega življenja za ljudi na robu družbe in za doseganje večje socialne pravičnosti in vključenosti.
Iz različnih obstoječih opredelitev digitalnega razkorak lahko zaključimo, da je sama narava digitalnega razkoraka in vprašanje ali se digitalni razkorak širi ali oži odvisna od določene opredelitve. Glede na teorijo inovacij s pomočjo socialnih mrež lahko določimo nekatere glavne pristope, ki so jih raziskovalci sprejeli za konceptualizacijo digitalnega razkoraka. Vse vrste študij in pristopov k digitalnemu razkoraku je mogoče razvrstiti v naslednje štiri kategorije :
- KDO (raven analize): posameznik vs organizacije in skupnosti vs družbe, države, regije.
- S KATERIMI lastnostmi (atributi vezi in vozlišč); dohodek, izobrazba, starost, spol, sektor, dobičkonosnost…
- KAKO (raven digitalne prefinjenosti): dostop vs uporaba vs vpliv.
- S ČIM (vrsta tehnologije): telefon, internet, računalnik, digitalna TV…

Izbrana opredelitev digitalne ločnice ima daljnosežne posledice s takojšnjega praktičnega pomena in se zato ne sme obravnavati kot intelektualno dokazovanje med akademiki.

## Evolucija
Tipične mere porazdelitve neenakosti, ki se uporabljajo za opis digitalnega razkoraka so Lorenzova krivulja in Ginijev koeficient. Lorenzova krivulja prikazuje popolno enakost v mednarodni uporabi interneta z diagonalno črto pod kotom 45o, ki ima Gini koeficient nič. Popolna neenakost ima vrednost Gini koeficienta ena.
Kanadski dokument Premostite digitalni razkorak: priložnost za rast v 21. stoletju prikazuje primere mer digitalnega razkoraka. Poglavja 2.4 in 2.5 v tem dokumentu kažejo na vedno večjo enakost od leta 1997 do leta 2005 s padanjem Gini koeficienta. Vendar pa grafu v tem dokumentu ne kažejo podrobne analize specifičnih dohodkovnih skupin. Napredek v enakosti je viden predvsem v srednji dohodkovni skupini v primerjavi z višje dohodkovnimi skupinami. Nižje dohodkovnim skupinam se raven enakost še naprej zmanjšuje v primerjavi z visoko dohodkovnimi skupinami. Zato je pred odpravo digitalnega razkoraka še dolga pot.

## Različne oblike

### Izobraževanje
Izobraževanje je eno od področij, ki je za digitalni razkorak zelo pomembno. 
V okviru šol, ki so stalno vključene v diskusijo o digitalnem razkoraku se je pokazalo, da se sedanje formulacije bolj osredotočajo na to, kako (in ali) učenci uporabljajo računalnik in ne na to, ali imajo računalniki tudi možnost internetne povezave. Javne knjižnice in obšolski programi so tudi pokazali, da je pomembno, da imajo mladi, predvsem iz prikrajšanih skupin, možnost dostopa do interneta (in učenja o njem) na različnih lokacijah. Vendar pa tudi knjižnice ne morejo odpraviti problema neenakosti med različnimi skupinami ljudi.
E rate program, ki se izvaja v ZDA od leta 1997 neposredno zmanjšuje prepad med bogatimi in revnimi šolami s tem, ko jim dodeljuje več sredstev iz naslova telekomunikacijskih davkov. Čeprav je program deležen kritik in polemik, pa se je število javnih učilnic (v revnih šolah) z dostopom do interneta s 14% v letu 1996, povečalo na 95% v letu 2005. V zadnjem času so se razprave o digitalnem razkoraku razširile tudi na tehnologije učenja in usposabljanja ter ne na sam fizičen dostop do tehnologije, ki omogoča povezavo z internetom.
Dostop do tehnologije je pogosto vezan na socialno ekonomski status (SES). Laura Robinson je opredelila časovne in čustvene stroške, za otroke, ki izhajajo iz družin z nižjimi SES in zatorej nimajo ali imajo nizko kakovost dostopa do interneta od doma. Časovni stroški si nanašajo na dodaten čas, ki ga morajo ljudje z SES porabiti, da dostopajo do interneta (dostop preko računalnikov v skupni rabi, v javnih objektih…). Nadalje Robinsonova tudi ugotavlja, da ljudje z nizkim SES niso tako spretni pri učinkovitem iskanju informacij na internetu ter težko razlikujejo verodostojne informacije od neverodostojnih.
Izobraževanje se širi tudi izven šolskih učilnic. Tehnologija ima potencial, da pomembno prispeva k blaginji ljudi in razvoju območij. S premagovanjem digitalnega razkoraka je mogoče z revščino prizadetim regijam izboljšati komunikacije z drugimi državami, gospodarske, socialne in politične možnosti. S tem povezanih, pa obstaja več napačnih predstav v zvezi z digitalno revolucijo. Kot je opozorila Digital Divide Organization (organizacija za digitalni razkorak), uvajanje in zagotavljanje primerne tehnologije v z revščino prizadetih območjih, zahteva več, kot samo zagotavljanje virov. V revnih območjih potrebujejo več kot samo opremo, kajti morajo vedeti, kako uporabljati tehnologijo na način, da lahko z njeno uporabo izboljšajo svoje življenje. Čeprav se digitalni razkorak manjša v državah v razvoju, zaradi povečanja števila mobilnih telefonov z dostopom do interneta, pa je še vedno veliko možnosti za napredek. Eden od glavnih problemov digitalnega razkoraka v z revščino prizadetih območjih je nepismenost prebivalstva. Tudi možnost dostopa do tehnologije v primeru, da ljudje ne poznajo jezika, ne zmanjša digitalnega razkoraka. 
Z premeščanjem digitalnega razkoraka pri otrocih se ukvarja tudi program One Laptop per Child, ki zbira sredstva za nakup poceni prenosnih računalnikov za revne otroke.

### Spol
Leta so imele ženske manjšo vlogo, ko je bilo govora o tehnologiji, njeni uporabi in razvoju. Ugotovljeno je bilo, da je digitalni razkorak pri ženskah večji kot pri moških. Kot rezultat tega se je oblikoval stereotip, da se ženske manj zanimajo in so manj sposobne za uporabljati tehnologijo. V članku Digitalni razkorak: primer spolov, J Cooper navaja, da je digitalni razkorak med spoloma dramatičen, saj ženske niso uživale ugodnost tehnološke revolucije tako kot moški. Cooper meni, da do tako velikega digitalnega razkoraka med spoloma prišlo zaradi vrste igrač s katerimi se otroci igrajo. Medtem ko se dekleta igrajo s punčkami, se fantje igrajo z videoigrami in s tem postanejo bolj povezani s tehnologijo.
Obstajajo dokazi, da se digitalni razkorak glede na spol spreminja. Ameriško ministrstvo za trgovino je ugotovilo, da je med letoma 2001 in 2004 za en odstotek več žensk kot moških, ki so uporabljale internet. Na kitajskem se je od leta 1997 do leta 2002 delež žensk, ki so uporabljale internet povečal z 12% na 39%.

### Invalidnost
Pomanjkanje nastavitev za invalidne ljudi povzroča vrzel v dostopu teh ljudi do tehnologije. Glede na PEW raziskavo  eden od štirih ameriških odraslih ljudi živi z invalidnostjo, ki ovira dejavnosti vsakdanjega življenja. 54% odraslih, ki so v raziskavi navedli kakšno od invalidnosti uporablja internet, medtem ko je tistih brez invalidnosti, ki uporabljajo internet 81%. Dva odstotka ameriških odraslih oseb pravi, da jim invalidnost onemogoča uporabo interneta. 

## Mobilna tehnologija
V ZDA se uporaba izraza digitalni razkorak večinoma nanaša na računalnike in internet vendar pa ta tema vključuje veliko več. Pomembno je, da se v razprave o digitalnem razkoraku vključi tudi druge tehnologije, ko so mobilni telefoni. Približno 91% Američanov ima in uporablja mobilni telefon, kar seveda pomeni, da po drugi strani le 9% Američanov nima mobilnega telefona. To kaže kako se digitalni razkorak mobilnih telefonov razlikuje od digitalnega razkoraka interneta. Digitalni razkorak v mobilni telefoniji je opredeljen kot uporabnost te tehnologije v primeru če oseba ima ali nima te tehnologije. Mobilni digitalni razkorak je odvisen od prihodov, zakonskega stanu, dela in statusa.
 Nekateri trdijo, da pametni telefoni z možnostjo dostopa do interneta pomagajo pri premagovanju digitalnega razkoraka, saj so cenovno bolj dostopni kot večina računalnikov s tem, da imajo nekatere ključne funkcije računalnikov. Pametni telefoni lahko zmanjšajo vrzel v nekaterih pogledih, kot so lažji dostop do informacij, pod pogojem, da imajo uporabniki možnost dostopa na internet vendar pa trenutne funkcije pametnih mobilnih telefonov ne morejo popolnoma zapolniti vrzeli.

## Razširjenost digitalnega razkoraka
Širše gledano, globalni digitalni razkorak opisuje informacijsko tehnološke razlike med različnimi svetovnimi regijami v odnosu do splošne stopnje družbenega in tehnološkega razvoja.
Nekateri so prepričani, da se s tem, ko postaja internet vse bolj sofisticiran, digitalni razkorak veča in s tem tisti, katerim internet ni na voljo vse bolj zaostajajo. Države s široko razpoložljivostjo dostopa do interneta lahko v globalni in lokalni ravni širijo ekonomsko moč. Za poslovanje družb na zahodu je v manjši ali večji meri znano, da socialne interakcije na splošno skoraj v celoti odvisne od interneta.
Države, ki imajo manjšo možnost dostopa do interneta in ostalih tehnologij nimajo koristi od informacijske dobe in tako ne morejo biti konkurenčne v svetovnem gospodarstvu.
Kanada: V raziskavi leta 2007 so ugotovili, da je 73% Kanadčanov v zadnjih 12 mesecih uporabljalo internet. V letu 2005 je tako odgovorilo 68% vprašanih. V manjših mestih in na podeželju ima 65% prebivalcev doma dostop do interneta, v večjih mestih je ta delež 76%. Med bogatimi in revnimi je digitalni razkorak zelo velik, saj internet uporablja 91% ljudi, ki zaslužijo letno več kot 91.000$, medtem, ko je delež uporabnikov interneta med tistimi, ki zaslužijo manj kot 24.000$ 47%. Od leta 2005 se ta vrzel nekoliko manjša.
Kitajska: Kitajska je največja svetovna država v razvoju. Leta 2006 je delež prebivalstva, ki uporabljajo internet zrasel za 20%. Nekaj več kot 19% Kitajcev ima dostop do interneta. Digitalni razkorak na Kitajskem se povečuje zaradi dejavnikov kot sta ne zadostna infrastruktura in visoki internetni stroški.
Evropa: Raziskava, ki je leta 2005 potekala v 14 državah EU se je osredotočala na vprašanje digitalnega razkoraka. Iz raziskave so ugotovili, da je v EU  digitalni razkorak predvsem stvar starosti in izobrazbe. Med izobraženimi mladi je delež uporabnikov interneta veliko večji kot med neizobraženimi starejšimi. Digitalni razkorak je večji tudi na podeželju. Študija je tudi ugotovila, da prisotnost otroka v gospodinjstvu močno poveča možnost, da ima gospodinjstvo dostop do interneta ter da mala podjetja dohajajo srednja in velika kar se tiče dostopnosti do interneta. Študija tudi ugotavlja, da kljub širjenju informacijsko komunikacijske tehnologije v vse smeri družbe digitalni razkorak še vedno ni premoščen. 
ZDA: Raziskava iz leta 2008 ugotavlja, da ima 55% Američanov od doma širokopasovno internetno povezavo, medtem ko je takih v letu 2007 bilo 47%. To povečanje za 8% v letu dni kaže, da se digitalni razkorak zmanjšuje, čeprav je po drugi strani delež tistih z nizkimi prihodki v istem časovnem obdobju padel za 3%. Tudi ugotovitve iz leta 2010 potrjujejo zmanjševanje digitalnega razkoraka, čeprav skoraj četrtina gospodinjstev nima internetnega dostopa.
Afrika: Čeprav Afrika močno zaostaja za preostalim svetom v smislu širokopasovne povezave z internetom, so nove tehnologije dosegle Afriko in s tem se tudi digitalni razkorak zmanjšuje. Novi internetni podmorski kabli ne le spodbujajo širokopasovni dostop do interneta med afriškimi državami in državami preostalega sveta, temveč tudi omogočajo cenovno bolj dostopen internet. Tudi mobilna telefonija je v Afriki v močnem porastu, ki je dvakrat večji kot v preostalem svetu. Tudi tehnološko znanje je na afriški celini v porastu. Vsi ti dejavniki povzročajo, da se digitalni razkorak na afriški celini zmanjšuje.

## Upravljanje
Eden izmed problemov povezenih z digitalnim razkorakom je možnost sodelovanja v novih javnih prostorih. Sodelovanje v političnih procesih, ki se dogaja izključno prek računalnika (e-volitve, e-referendum idr.), bi določenim družbenim skupinam - tistim brez ustreznega znanja ali dostopa do informacijske tehnologije - onemogočal sodelovanje, te skupine bi bile v procesu premalo zastopane, kar pa je v nasprotju z demokratičnimi principi.

## Komercialni vplivi digitalnega razkoraka
Digitalni razkorak je prisoten tudi v komercialnem sektorju. Japonski založniki se na primer aktivno prizadevajo za vpeljavo e-knjig.
Navkljub temu se določena podjetja prizadevajo za zmanjšanjevanje digitalnega razkoraka, s tem da državljanom ponujajo nova delovna mesta, sebi pa ustvarjajo dobiček. Določeni viri (Dasgupta et al.) navajajo kraje kot so urbana Indija, Bangladeš in Senegal, kjer so se vzpostavili programi t.i "vaščanskih telefonov", ali "urbanih kioskov", pri katerih so običajni državljani upravljavci za večje mobilne operaterje vna svojem območju. Tak poslovni model omogoča posameznikom, ki so pogosto hendikepirani stalni prihodek, prav tako pa dobiček za večje operaterje. Študija iz leta 1993 je pokazala da je v zvezni državi Karnataki v Indiji, je pokazala, da omenjena akterja nista edina, ki pridobita. Lokalna podjetja v tej zvezi državi so se hitro začela širiti, zaradi dosegljivost telefonske tehnologije. Ti primeri so dokazali, da podjetja, ki se ukvarjajo s tehnologijo lahko zmanjšajo digitalni razkorak in na lokalni ravni zvišujejo dobičkonostnost.
Minghetti et al dokazujejo, da digitalni razkorak direktno vpliva na turistično industrijo. Dandanes večina turistov uporablja splet, da vnaprej razišče počitniške dstiancije, saj imajo že bogasto informacij o destinacij na dosegu roke. Za ljudi, ki do spleta nimajo dostopa je težje poiskati informacije o namestitvi, letih in lokacijah. Turistične agencije so ugotovile, da dostop do spelta povečuje preglednost in konkurenčnost na današnjem trgu. Podjetja v nizko digitaliziranih območjih težko tekmujejo z bolj razvitimi regijami, tako se morajo zanašati na posrednike, kot so turistični agentje in agencije, da privedejo do njih turiste. Z dostopom do spleta se podjetja lahko povezujejo s strankami neposredno.

## Premagovanje digitalnega razkoraka
Premagovanje digitalnega razkoraka je odvisno od definicije pojma.
Prvi korak, ki vključuje boljšo dostopnost, predstavlja velike finančne ovire. V Mehiki na primer, bi morali za omogočanje dostopa za 20% najrevnejših državljanov znižati cene za letni dostop iz 244$, na 35$ na leto (oz. 3$ na mesec), 20% najrevnejših državljanov v Braziliji porabi na leto za informacijsko tehnologijo lahko le devet ameriških dolarjev.
Ne glede na to obstajajo določeni projekti, ki so uspešni. OLPC XO-1 je poceni namizni računalnik, ki se ga razdeljuje v šole tretjega sveta, z namenom izobraževanja. Deluje na osnovi odprte kode in prosto dostopnih programov. 
Organizacije kot so Geekcorps, Eduvision in Inveneo prav tako pomagajo pri premagovanju digitalnega razkoraka, z distribucijo poceni, a učinkovite IK tehnologije v države tretjega sveta. 
Mehra et al opozarjajo, da bi morali raziskovalci področja bolje razumeti življenjske stile manjšine ali marginaliziranih skupnosti, kaj je njim pomembno, in kako uporabljajo (ali ne uporabljajo) internet za njihove cilje, nadalje pa zagovarjajo, da obstaja potreba po ponovni preučitvi vprašanj o ljudeh, njihovi socialni dinamike in interakciji s tehnologijo.
Mednarodno sodelovanje med vladami se povečuje in je uperjeno v zmanjševanje razkoraka. Tudi v bližnji preteklosti je obstajalo nekaj sporazumov, ki kažejo na pripravljenost za zmanjševanje problema.
Poleg vlad so pomembni igralci še Svetovna zveza za informacijsko tehnologijo in razvoj ter Zveza za digitalno tehnologijo. Združeni narodi se prizadevajo za ozaveščanje o problemu ob Svetovnem dnevu informacijske družbe (17.5).
Pri Univerzi MIT (Boston, ZDA), je ustanoveljena agencija IMARA, ki sponzorira programe o, ki pomagajo premagovati razkorak. Njihov cilj je iskanje in implementacija dolgoročnih, vzdržnih rešitev, ki bodo povečale dostopnost izobraževalne tehnologije in resursov za domačo in mednarodno uporabo. Projekti potekajo pod okriljem Laboratorija za računalniško znanost in umetno inteligenco (CSAIL), upravljajo pa ga prostovoljci, vpisani na univerzi. Projekt CommuniTech se prizadeva za opolnomočenje depriviligiranih skupnosti s pomočjo vzdržnostne tehnolgije in izobrazbe
Nekatera mesta na Svetu so začela programe, ki premoščajo razkorak za njihove stanovalce, šole, otroke, študente, starše in ostarele. Eden od teh programov, ustanovljen leta 1996, je bil sponzoriran v Bostonu, imenovan Bostonska fundacija za digitalno premoščanje. Usmerja se predvsem v šoloobvezne otroke in njihove starše. Leta 2010 je mesto Boston pridobilo visoko subvencijo za depriviligirano populacijo, med njimi starše, otroke, mladino in ostarele.
V ZDA imajo etnične manjšine višji kvociente za adaptacijo na mobilno komunikacijo, kot beli američani, s tem pa se izognejo dražjim stancionarnim linijam in osebnim računalnikom. Dostop do tradicionalnih osebnih računalnikov pa še vedno ostaja problem. Pri premoščanju slednjega problema pomagajo različne organizacije.
Ena od možnih rešitev za problem digitalnega razkoraka, ki jo uporabljajo državljani je to, da se vzpostavlja vse več "vročih točk", oziroma con, ki ponujajo brezžičen internet. Podatki kažejo, da se 55% američanov na splet prijavlja preko brezžičnega omrežja (Wi-fi), preko prenosnikov ali pametnih telefonov, medtem, ko nekateri zagovarjajo, da ta možnost ignorira celotne populacije ljudi, saj ta politka predpostavlja, da vsakdo poseduje prenosni računalnik. Wi-fi tako pogosto pripomore le majhnemu delu populacije. Tako lahko vidimo, da brezžični javni dostop lahko pripomore k manjšanju digitalnega razkoraka, še zdaleč pa to ni nujno. 
Do rešitev pri premagovanju digitalnega razkoraka lahko pride, ko se ga ljudje začnejo zavedati kot razliko med višjimi in nižjimi družbenimi sloji. Digitalni razkorak viša razliko med sloji, saj višji sloji uporabljajo tehnologijo sebi v prid, s tem pa še povečujejo ekonomski razlike. Elektronska pošta na primer počasi postaja tako nujna kot mobilni telefoni. Le, če bi bogatejši sloji uporabljali tehnologijo za svoje dobro, kot tudi za dobro depriviligiranih skupin, potem bi se razkorak med slojema znižal. 
Za mnoge nove uporabnika je potrebno premagati psihološke vplive tehnološkega razkoraka. Ta prinaša veliko občutka nesigurnosti med ljudi, ki so jim nove tehnologije neznane, kar prav tako ustvarja razkorak med ljudmi, ki imajo zaupanje v nove tehnologije, in med tistimi, ki tega zaupanja ali samozavesti nimajo. Pogosto dojemajo, da so novejše naprave prezapletene, niso pa samozavesti, da jih bodo zaobvladali. V zahodnih družbah obstaja precejšnja razlika med mlajšimi in starejšimi generacijami, kar se tiče sprejemanja in samozavesti za novejše tehnologije. 

## Nagrade in priznanja
Vsako leto organizacija Certiport, ki se sicer ukvarja pretežno z učenjem digitalne pismenosti, podari nagrado za Šampijona digitalne pismenosti svetovnim voditeljem, ki so pripomogli k premagovanju tega problema v svoji državi.
Druge nagrade so dodeljene tistim, ki skušajo premostiti digitalni razkorak. WSA je nagrada, ki je povezana z Svetovnim vrhom združenih narodov na temo informacijske družbe. Osredotoča se na kulturno raznolikost in njen napredek v digitalizirano in dostopno obliko. 40 projektov dobi nagrado vsako leto v eni od osmih kategorij: e-učenje, e-kulutra, e-znanost, e-vladanje, e-zdravje, e-posel, e-zabava in e-vključenost. Na osnovi te nagrade so začeli podeljevati podobne nagrade tudi na nacionalni ravni. 

## Kritike digitalnega razkoraka
Digitalni razkorak ni univerazlno priznan problem. Campaine (2001) zagovarja, da gre samo za dojeman razkorak. Tehnološke razlike so samo začasne in tako bo sčasom razkorak izginil. Znanje računalnikov bo postalo manj pomembno, s tem ko se bodo zmanjšali in poenostavili za uporabo. V prihodnosti ljudje ne bodo potrebovali visokotehnoloških znanj za dostop odspleta in sodelovanje v e-poslovanju ali e-demokraciji. S tem Compaine zagovarja, da digitalni razkorak ni problem, kateremu bi bilo potrebno posvečati preveč denarja ali političnega kapitala. Graham (2011) podobno zagovarja, da zagotavljanje virtualne so-prisonosti za doseganje ekonomskih, socialnih in političnih ciljev ne vključuje samo preseganje materialne prikrajšanosti, temveč tudi mnoge druge raznolikosti, ki onemogočajo komunikacijo med skupnostmi na spletu.
Compaine predlaga, da bi morale vlade pustiti, da se nove tehnologije razvijajo neodvisno, s tem bi se njihove cene postavljale naravno. S tem, da se vlade vključujejo v postavljanje cen novih tehnologij prekmalu, saj se ne ve koliko časa bo določena tehnologija ostala na trgu. Namesto tega, da bi se prizadevali, da si vsakdo lahko privošči tehnologijo, bi morale vlade počakati, če to tehnologijo zamenja kaj boljšega in cenovno bolj učinkovitega. Avtor pri tem navaja primer telefona in barvne televizije. Če bi vlada predčasno vskočila in telefone ter barvne televizije naredila cenovno ugodne, bi to kvarno vplivalo na razvoj novejših in uspešnejših modelov. Njegovi izsledki namigujejo, da je potrebno dovolj časa, da se nove tehnologije determinirajo kot "nujne", in da ni smiselno, da vlade predčasno skušajo zagotoviti univerzalen dostop do njih.